# Erkundungsverhalten
Als Erkundungsverhalten bezeichnen Verhaltensbiologen sowohl das aktive Eindringen eines Tieres in zuvor nicht besuchte Areale als auch die Kontaktaufnahme zu neuen, unbekannten Gegenständen im bereits bekannten Umfeld. Erkundungsverhalten wird gelegentlich auch als Explorationsverhalten oder – mit deutlich anthropomorphem Beiklang – als Neugierverhalten bezeichnet. In Bezug auf den Menschen, speziell auf dessen Lernfähigkeit, wird der Begriff exploratives Verhalten verwendet.

## Merkmale des Erkundungsverhaltens
Besonders auffällig ist für jeden geübten Beobachter, dass sich erkundende Tiere in aller Regel sehr langsam bewegen, einen unbekannten Gegenstand wiederholt und intensiv beschnüffeln oder benagen und sich nach kurzer Annäherung wieder zurückziehen, um sich alsbald erneut vorwärts zu bewegen. In ähnlicher Weise erfolgt das Eindringen in neue Biotope in der Regel unter deutlich merkbarem Einsatz aller Sinnesorgane und ebenfalls im Wechsel von Vordringen und Rückzug.
Durch Erkundungsverhalten erweitert ein Tier folglich seinen Aktionsraum, lernt eine bestimmte räumliche Umgebung und überhaupt Unbekanntes (zum Beispiel neues Futter) kennen. Entsprechend häufig kann Erkundungsverhalten daher bei Jungtieren beobachtet werden, wobei es für den Beobachter oft schwierig ist, dieses Verhalten von Spielverhalten zu unterscheiden.

## Die Erforschung des Erkundungsverhaltens
Das Erkundungsverhalten speziell der Hausmäuse und der Wanderratten gehört zu den am besten untersuchten Verhaltensweisen der Tiere überhaupt, da es im Labor leicht quantitativ und qualitativ erfasst werden kann. Hierzu wird zunächst ein Ethogramm der männlichen und/oder weiblichen Tiere eines bestimmten Alters erstellt. Anschließend wird ein Testtier zum Beispiel in eine ihm unbekannte, völlig ebene, unstrukturierte rechteckige Plastikwanne gesetzt, und ab dem Einsetzen wird ein genaues Protokoll des beobachtbaren Verhaltens in dieser dem Testtier völlig unbekannten Umgebung erstellt. Diese spezielle Testsituation für Erkundungsverhalten wird als Open-Field-Test bezeichnet. Während der Testdauer, wird einige Minuten lang protokolliert, welche Verhaltensweisen das Tier zeigt, wie lange jede Verhaltensweise dauert, wie die Verhaltensweisen aufeinander folgen und an welchen Positionen das Tier sich aufhält (z. B. in einer Ecke, nahe der Außenwand, inmitten der Testfläche). Durch den Vergleich des Verhaltens von Individuen aus unterschiedlichen Zuchtlinien konnten u. a. Unterschiede zwischen solchen Zuchtlinien erkannt werden. Durch die Verpaarung von Individuen aus unterschiedlichen Zuchtlinien konnte bei deren Nachkommen nachgewiesen werden, dass die Unterschiede vererbt werden, also genetisch bedingt sind.

## Einfluss der Gene auf das Erkundungsverhalten
An Kohlmeisen wiesen Forscher des Max-Planck-Instituts für Ornithologie und des Netherlands Institute of Ecology im Jahr 2007 ein – wie sie es nannten – „Neugier-Gen“ nach: Das Gen Drd4 trägt demzufolge die Bauanleitung für einen Rezeptor, der im Gehirn Andockstelle für den Botenstoff Dopamin ist. Bei Vögeln mit einer bestimmten Variante dieses Dopamin-Rezeptor-D4-Gens beobachteten die Wissenschaftler ein signifikant ausgeprägteres Erkundungsverhalten als bei ihren Artgenossen mit anderen Formen des Gens. Als Maß diente den Forschern das Erkundungsverhalten von Jungtieren, kurz nachdem sie flügge geworden waren (early exploratory behaviour). In einem Verhaltenstest registrierten die Biologen die Zeitspanne, bis ein Vogel vier von fünf „Bäumen“ (genauer: einfache Pflöcke mit gekreuzten Sitzstangen) im Beobachtungsraum aufgesucht hatte. In einem zweiten Test wurde die Reaktion der Jungtiere auf zwei unbekannte Objekte bewertet. Untersuchungen an freilebenden Vögeln bestätigten das Ergebnis: Auch bei diesen fanden die Wissenschaftler eine signifikante Verknüpfung zwischen bestimmten Genotypen und den unterschiedlichen Ausprägungen von Erkundungsverhalten.

## Mensch
Beim Menschen wie bei anderen Primaten wird das Erkundungs- oder Explorationsverhalten aus Sicht der Entwicklungspsychologie in einer Beziehung zum Bindungsverhalten gesehen. Hierbei stehen das Bindungsverhalten und das explorative Verhalten komplementär zueinander, schließen sich also gegenseitig aus: Beide Verhaltensweisen können nicht gleichzeitig ausgelebt werden, stehen aber als frühe, angeborene Verhaltensweisen in Wechselwirkung zueinander. Beide Verhaltensweisen haben zudem einen großen Einfluss auf die spätere Entwicklung. Ein menschliches Kind zeigt häufig nur dann exploratives Verhalten, wenn es sich gewiss ist, dass die Bindungsperson jederzeit verfügbar ist, um emotionale Unruhezustände auffangen zu können. Kinder, die ein Missverhältnis zwischen explorativen und Bindungsverhaltensweisen aufweisen, zeigen im späteren Verlauf ihrer Entwicklung häufig negative Auffälligkeiten im Sozialverhalten. Kinder, die ein vermehrtes Explorationsverhalten zeigen, stehen ebenso unter vermehrtem Stress wie Kinder, bei denen das Bindungsverhalten überwiegt.

## Belege
1. ↑  Irenäus Eibl-Eibesfeldt: Grundriss der Vergleichenden Verhaltensforschung. 7. Auflage. Piper, München und Zürich 1967, S. 401, ISBN 3-492-03074-2.
2. ↑  Bernhard Hassenstein: Lern- und Spielverhalten. Kapitel 22 in: Klaus Immelmann: Grzimeks Tierleben, Sonderband Verhaltensforschung. Kindler Verlag, Zürich 1974, S. 316.
3. ↑  John Archer: Tests for emotionality in rats and mice: A review. In: Animal Behaviour. Band 21, Nr. 2, 1973, S. 205–235, doi:10.1016/S0003-3472(73)80065-X.
4. ↑  Roger M. Walsh und Robert A. Cummins: The Open-Field Test: a critical review. In: Psychological Bulletin. Band 83, Nr. 3, 1976, S. 482–504, doi:10.1037/0033-2909.83.3.482, Volltext (PDF).
5. ↑  Karl-Heinz Wellmann: Zur Wirkung disruptiver Selektion auf das Verhalten von Hausmäusen (Mus musculus domesticus Rutty): Eintragen von Nestlingen, weitere Elemente des Brutpflegeverhaltens und Erkunden. Wissenschafts-Verlag Dr. Wigbert Maraun, Frankfurt am Main 1991, S. 66–86, ISBN 3-927548-18-9.
6. ↑  Andrew E. Fidler et al.: Drd4 gene polymorphisms are associated with personality variation in a passerin bird. In: Proceedings of the Royal Society London B. Online-Publikation vom 22. Juli 2007, doi:10.1098/rspb.2007.0337. 
 „Charakter-Gen“ macht Meisen neugierig. Auf: mpg.de vom 2. Mai 2007.
7. ↑  Carina-Christin Traeder: Bindung im frühen Kindesalter. Der Einfluss von frühen Bindungserfahrungen auf die sozial-emotionale Persönlichkeitsentwicklung. Hamburg 2016, S. 12–14, Volltext (PDF).